# Ферручит
Ферручит (англ. ferruccite; нім. Ferruccit m) — мінерал, борофлуорид натрію острівної будови.
Названий за ім'ям італійського мінералога Ферручіо Замбоніні (G.Carobbi, 1933).

## Опис
Хімічна формула: NaBF4. Містить (%): Na — 20,94; B — 9,84; F — 69,22. Сингонія ромбічна. Ромбо-дипірамідальний вид. Утворює дрібні таблитчасті кристали. Спайність добра. Густина 2,5. Твердість 3,5. Безбарвний до білого. Розчиняється у воді. На смак гіркувато-кислий. Рідкісний.

## Розповсюдження
Зустрічається у вулканічних породах на Везувії в асоціації з гієратитом, авогадритом, сасоліном і маладритом.